# جان اس. هگر
جان اس. هگر (به انگلیسی: John S. Hager) سناتور سابق عضو حزب دموکرات ایالات متحده آمریکا بود. وی در سال ۱۸۷۳ تا ۱۸۷۵ میلادی سناتور ایالت کالیفرنیا در سنای ایالات متحده آمریکا بود.